# Maliuc, Tulcea
Maliuc este satul de reședință al comunei cu același nume din județul Tulcea, Dobrogea, România.

## Așezare geografică și dezvoltare
Satul Maliuc este parte integrantă a Rezervației Biosferei Delta Dunării – Județul Tulcea și este amplasat în extremitatea estică a ostrovului, pe Brațul Sulina, la aproximativ 30 km de Orașul Tulcea și la o distanță rezonabilă de satul pescăresc lipovean Mila 23.
Maliuc se găsește în prima treime vestică a Deltei Dunării, fiind unul din punctele incluse în foarte multe din traseele turistice dedicate vizitării Rezervației Biosferei Delta Dunării, cum ar fi ghiolurile Fortuna, Sontea, Păpădia.
Populația rurală este mică, sub 320 de locuitori, a căror activități se desfășoară în piscicultură, comerț și turism.
În anul 1950 ia ființă Centrul de Cercetare Maliuc, transformat în anul 1953 în Stația Experimentală Stuf Maliuc. După celebra Consfătuire de la Maliuc din anul 1956, S.E.S.D.D. este propusă pentru transformarea într-un oraș construit de la zero, era planificată ridicarea în etape până atingea capacitatea de 2000 de locuitori pentru a asigura forța de muncă marilor unități stuficole din Delta Dunării, mare parte erau muncitori colonizați din alte părti ale României și le trebuiau asigurate condiții de trai decente împreună cu familiile lor. 
Sistematizarea s-a făcut cu proiectul S.1372, avizat de Ministerul Chimiei pentru necesarul de muncitori din cadrul S.E.S.D.D. și T.A.V.S., cât și de populația mixtă determinata pentru deservire și lucrători ai organizațiilor de stat. Concentrarea atâtor oameni într-un teritoriu atât de mic s-a făcut prin construcția de noi blocuri și extinderea platformei de la Maliuc.
Între 1954-1960 s-au construit mai multe clădiri din stufit (solomit) folosite ca laboratoare de cercetare, ateliere, cazare pentru cercetători etc., însă s-au degradat în timp și au fost demolate în 1970. Primele construcții au fost două cabane din solomit acoperite cu stuf bătut nemțește, așezate pe malul Dunării.
Între 1960-1965, din ordinul ministerului s-a întocmit un detaliu de sistematizare care a fost avizat de către C.S.C.A.S. cu avizul numărul 1408/1961 pentru scoaterea de sub efectul inundațiilor a orașului Maliuc și s-a construit o platformă de pământ de 21 ha, artificial creată. Planul de sistematizare s-a întocmit pentru întreaga platformă, dar nu s-a realizat decât parțial. În urma acestor lucrări, s-a proiectat în 1961 și s-a realizat o primă etapă cuprinzând lucrări de construcții pentru o populație de 720 de locuitori (5 blocuri cu 1 etaj și 4 blocuri cu două etaje, hotelul, centrala termică etc.). 
În continuare, dezvoltându-se activitatea de cercetare s-a mărit și populația anexă de deservire cu lucrători ai organizațiilor de stat Maliuc, C.E.C., P.T.T., personal didactic, comerț, etc., care însuma cca 900 de persoane, astfel în anul 1965 s-a pus problema dezvoltării etapei a 2-a, care a fost avizată (numarul 86.203 din 11.11.1969) doar parțial și numai pentru problemele care privesc activitatea de cercetare S.E.S.D.D. Maliuc, întrucât pentru restul dezvoltarea orașului aparținea Comitetului Județean. 
Din etapa 2 de construcții s-a construit o platformă numai pentru școală și școala propriu zisă, 13 blocuri a 3 etaje cu câte 3 scări, 10 blocuri cu 1 etaj și două scări, restaurant de 200 de locuri, cantină de 400 de locuri, cămin elevi, cantină elevi, club sindical cu cinematograf, casă de nașteri, punct farmaceutic, spălătorie de cartier, depozit legume, sfat popular, ghetărie, diverse magazine etc.
Etapa a treia a construcțiilor a rămas numai la stadiul de proiect. Venirea la putere a lui Nicolae Ceaușescu în 1965 a însemnat și schimbarea priorităților în cercetare. Slabele rezultate obținute în aclimatizarea stufului Arundo Donax a stopat dezvoltarea localității și astfel Maliucul nu a mai ajuns să fie declarat oraș de 2000 de locuitori, așa cum fusese prevăzut.
Pentru dezvoltarea localității, platforma existentă nu era de ajuns și astfel a existat și un proiect de mărire înspre vest a acesteia.
Satul Maliuc, a fost cel mai mare centru de experimentare a ”aurului verde” din lume. Nicio altă plantă nu a fost mai cercetată ca stuful, în România, aici existând cea mai mare concentrare de ingineri, oameni de știință și cele mai moderne laboratoare. Satul era promovat de autoritățile comuniste și dat ca exemplu în crecetarea și dezvoltarea socialistă.

### Școala
Până la construirea școlii din Maliuc, puținii copii existenți aici învățau la școala elementară din satul Vulturu, comuna Gorgova, raionul Tulcea. Această școala a fost construită din cărămidă între anii 1956-1957 și avea două săli de clasă. Își începe activitatea cu patru clase în anul școlar: 1959/1960 cu 59 elevi, 1961-67 elevi, 1962-37 elevi. În anul 1969 din cauză numărului mic de copii se fac clase simultane în 1969-25 elevi, 1970-23 elevi, 1971-10 elevi, 1972-5 elevi, 1973-7 elevi. Cadre didactice care au predat în satul Vulturu au fost: Pauna Maria, Fedot Grigore, Stavrache Florentina, Serghei Elena și Dușmănescu Constanța.
Prima școală din Maliuc s-a deschis la 15 septembrie 1962 în cabana nr. 1 deținută de S.E.S.D.D. și avea o sală de clasă (4.5x7m), o cancelarie (2.8x3.8m), o sală de recreație (5.7mx2.9m) și o curte de joc (13.5x17m). Școala avea învățator pe Serghei Elena, subordonata școlii Vulturu, având director pe Fedot Grigore. În anul școlar 1963/1964 apar două săli de clasă și se cere aprobare pentru înființarea clasei a V-a pentru elevii din Gorgova. Director acum era Gavreliuc Eleonora.
În urma unui control efectuat în 1964 se constată că școala avea un local necorespunzător, săli mici de clasă, lumină insuficientă, pereți zugrăviți în galben închis și nu dispunea de WC corespunzâtor. Acum se ia hotărârea construirii unui local nou pentru școală. În anul școlar 1964/1965 în cadrul școlii din Maliuc funcționa un cerc sportiv cu specialitățile: fotbal, volei și atletism. Elevii se antrenau cu ing. Ivanov care era maestru al sportului. Prin asociația sportivă “Stuful” s-a procurat echipament sportiv în valoare de 10000 de lei. În acest an au fost și inundații puternice, iar pentru aducerea copiilor de la Gorgova la Maliuc, părinții au închiriat un vas pescăresc. În acest an școlar aici învățau un număr de 84 de elevi.
În anul 1965/1966 o dată cu dezvoltarea activității de cercetare, crește numărul de copii și apare și ciclul gimnazial, având un număr de 68 de elevi, iar cel primar-35 elevi. Cursurile se desfășurau în două serii: I-IV între orele 8-12; iar V-VIII între orele 12-17. Cu sursa locală și sprijinul secției de învățământ s-a construit o sală de clasă, fiind reparat și acoperișul școlii.
Încălzirea a fost realizată cu sprijinul S.E.S.D.D. cu patru sobe cu injector pe motorină. După inundațiile din anul 1966 localul scolii nu a mai putut fi folosit, din luna ianuarie cursurile au continuat în sala de spectacole și o sală a hotelului Salcia din Maliuc.
În anul 1966 se iau măsuri de reabilitare a vechiului local de școală, iar cu sprijinul S.E.S.D.D., s-au pardosit două săli de clasă și s-a mai aprobat o sală de clasă în localul clubului. Dintre
profesorii care au predat la vechiul local al școlii amintim: Becheanu Ion, Becheanu Cornelia, Vasilescu Eugenia, Ivanov Ana, Piclor Ghizela, Petre Alexandrina, Musat Ovidiu, Frunza Calita și Niculescu Mihaela. Noua școală a fost construită din bolțari cu autorizația nr. 10668 din 09.03.1967 conform proiectului nr 595/1966 în timpul directorului Becheanu Ion.

### Biblioteca
Prima bibliotecă a aparținut Stațiunii Experimentale din sat și a fost fondată imediat după construcția clădirii laboratorului și conținea o vastă literatură de specialitate, dar și beletristică. 
O parte din cărti erau în limba rusă și cuprindeau cercetările oamenilor de știință de acolo. Era amplasată la etajul I al laboratorului într-o cameră specială. La sfârșitul anilor 70 această bibliotecă a fost predata I.C.P.D.D. din Tulcea. După construcția căminului cultural, într-o cameră a fost înființată o bibliotecă comunală pentru locuitorii satului ce cuprindea 8500 de volume. 
Cel mai longeviv bibliotecar a fost Gruia Iordana între anii 1977-1989.

### Biserica
Sub conducerea lui Gheorghe Gheorghiu Dej sa se ia decizia construcției unei Biserici, mai ales că satul era dat ca exemplu de bunăstare socialistă, dar până la revoluția din 1989 nu au fost planuri de construcție a unui locaș de cult. După înlăturarea regimului comunist locuitorii au făcut tot posibilul ca și în satul lor să existe o biserică, au colectat de bani și s-au implicat activ în construcția bisericii, mobilizând locuitorii, autoritățile locale și bisericești. În anul 1992 a fost eliberată autorizația de construcție de către primarul Manole Gheorghe, terenul a fost dat de primarie, iar construcția propriu zisă s-a făcut începând din anul 2000. ”Clădirea a fost construită din bolțari făcuti în Maliuc cu utilaje aduse de preotul Rus, senator în parlamentul României. Primăria a contribuit cu 5000 de lei la confecționarea bolțarilor, plata manoperei pentru materialele de construcție și turnarea fundației de la 0”.
Pâna la construirea bisericii din sat slujbele erau ținute într-o cameră a internatului din sat. Prima slujbă a fost oficiată aici de preotul Stan Gheorghe la 20 iulie 1995 de Sf. Ilie de unde noua biseric și-a luat și hramul. Biserica a fost construită în regie proprie din bolțari turnați la Maliuc prin contribuția locuitorilor și a altor binefăcători ca Costel Vadineanu, Zainea, Dobronăuțeanu, Sadovnic Nicolae, etc., dar s-a evidențiat și preotul Dragulschi Mircea care a muncit umăr la umăr cu oamenii pentru ridicarea acestui sfânt lăcaș. 
După ce a terminat de construit Biserica, preotul Dragulschi a fost mutat în satul Gorgova, urmașul său fiind preotul Boros Gheorghe, de profesie inginer, iar la bătrânețe a avut o viziune într-o noapte că trebuie să fie preot. A făcut facultatea și a fost hirotonit în acest sat. Tot el este ctitorul clopotniței din fața bisericii. Biserica este în formă de arcă cu două turle și a fost sfințită de arhiepiscopul Teodosie al Tomisului.
Locuitorii și-au dorit cu mare ardoare ca satul lor să aibă un preot stabil și prin strădania lui Sadovnic Nicolae care a făcut o colectă de la săteni a fost cumpărată o garsonieră confort I cu destinație de casă parohială. 
Satul nu a avut niciodată cimitir datorită lipsei unui teren adecvat în care pânza freatică să nu fie ridicată. Persoanele decedate au fost și sunt înmormântate peste Dunăre la cimitirul din satul Vulturu.
În anul 2006, Fundația "Sfântul Sava de la Buzău" a primit în concesiune pe 25 de ani, cu posibilitate de prelungire, din partea Primăriei locale etajul superior al clădirii Primăriei din satul Maliuc, jud. Tulcea, în Delta Dunării, pentru a fi amenajat și folosit drept campus pentru organizarea de tabere de vară pentru copiii defavorizați. Cei care s-au implicat activ în acordarea acestei clădiri fundației Sfântul Sava a fost primarul Manole Gheorghe și directorul școlii Gruia Ion. Cu sprijinul voluntarilor din Buzău și al comunității locale acest spațiu a fost renovat și amenajat. Campusul, inaugurat oficial în septembrie 2006, funcționează de atunci drept un al doilea loc de tabără pentru copii.
Tabăra are o capacitate de 60 de locuri pe serie și este destinată în primul rând tinerilor defavorizați social, dar și altor tineri dornici să cunoască frumusețile Deltei Dunării. Existența acestei fundații aici la Maliuc s-a datorat preotului Angelian Dumitrașcu care l-a adus pe părintele Milea Mihail, întemeietorul acestei fundații. Anual, peste 600 de copii și tineri beneficiază aici de o săptămână gratuită în Delta Dunării. Din programul taberei nu lipsesc plimbările cu barca prin Deltă, concursurile pe teme de cultură generală, activități ocupaționale precum împletitul din răchită.
Preoți care au slujit în sat: STAN GHEORGHE (1994-2000), DRAGULSCHI MIRCEA (2000-2003), GHEORGHE BOROS (2003-2005) si DUMITRASCU ANGELIAN (2005-prezent) care s-a îngrijit ca Biserica să fie pictată.

### Primăria
Până în anul 1968 satul Maliuc aparținea administrativ de satul Gorgova. După anul 1968, o dată cu o nouă împărțire administrativă a județului, Maliuc devine comună având în componența sa satele Partizani, Ilganii de Sus, Vulturu și Gorgova. Primul sediu al primăriei a fost în unul din blocurile mici, ulterior mutându-se în clădirea laboratorului de cercetare.
Primul primar a fost Constantin Dragici, urmat de Ivanov, Calin Ion, Albescu Corneliu, Stegaru, Vasile Cordon, Peticila Horia, Plotogea Gheorghe , Manole Gheorghe, Sevastian Aurelian. Din octombrie 2020, comuna este condusă de Nicoleta Sevastian.
Prima clădire a poliției a fost într-o baracă de stufit amplasată lângă debarcader. Ulterior, și-a mutat sediu într-o cameră din spatele căminului, apoi în două garsoniere de la parterul unui bloc. Cel mai longeviv șef de post a fost Ghiolmez Petrică (1985-2009), care l-a succedat pe Mititelu și Ciuperca Ion. Acesta, după ce a urmat Școala Militară de Miliție Câmpina, a fost repartizat ajutor de șef de post la Greci, apoi Șef de post la Maliuc. 
Încă de la înființare satul avea un oficiu poștal cu telefon, iar ulterior aici a existat și o filială a Casei de Economii și Consemnațiuni (C.E.C.).

### Unitate sanitară - Dispensar
Izolarea localității și numărul mare de cercetători veniți, impunea ca o prioritate existența unui cabinet medical, acesta a și fost ridicat în etapa 0 a construcțiilor, din cărămidă și era deservit de un medic și o asistentă. Dispensarul era folosit și ca sală de nașteri, existând și o moașă angajată pe nume Simionescu. Primul doctor din Maliuc se numea Mihăilescu care a și realizat un plan de înzestrare a primului vapor sanitar al exploatărilor stuficole. Acest vapor sanitar deservea unitățile stuficole izolate.
Doctorul din Maliuc deservea și satele vecine Partizani, Ilgani și Gorgova. De asemenea, în cadrul dispensarului a existat și un cabinet stomatologic. Cel mai longeviv doctor a fost Dr. Matei cu peste 30 de ani de activitate numai în Maliuc.

### Parcul
Realizarea parcului dendrologic din Maliuc a fost făcută de dr. Bruno Vladimir Zeimiankowschi în anul 1969. El l-a proiectat în întregime și s-a ocupat de toate aspectele care țineau de îngrijirea arborilor. Șapte oameni îl îngrijeau în permanență  și era udat periodic prin aspersoare. Parcul a fost înzestrat cu alei pentru vizitatori și diferite amfore din lut care îi dădeau o frumusețe
aparte. Toate străzile erau periodic spălate de la prima oră a dimineții, iar localitatea arăta impecabil. Este singurul parc dendrologic din Dobrogea și poate singurul punct de reper important al satului Maliuc. O parte din pământul în care s-au plantat arborii a fost adus din gropile de împrumut de la marginea vestică a ostrovului.
Doctorul Zeimiankowschi (1910-1975) avea strânse legături cu Emilian Topa (fost directorul grădinilor botanice din Cernăuți, Cluj și Iași) și i-a trimis la Maliuc arbori și arbuști din toate zonele lumii care se puteau preta la solul și condițiile climatice de aici. Tot el a construit la Maliuc și o seră folosită în scop științific pentru plantele cercetate.

## Istorie și arheologie
Este cel mai nou sat a Deltei Dunării construită în anii 50 ca centru de experimentare a stufului și care se dorea să fie transformată în oraș cu peste 2000 de locuitori. Pentru înființarea unui centru de cercetare stuficol în Delta Dunării, a fost ales un ostrov mărginit de vechea și noua tăietură a brațului Sulina. În locul unde s-a decis amplasarea clădirilor destinate cercetării exista locuința unui pescar cu numele Maliuc. De la numele acestuia locul a fost numit Maliuc la fel și întreg ostrovul.
Maliuc este de origine ucraineană și vine din cuvântul “Maluk” care înseamnă “copil mic”. Acest nume era des folosit în secolele IX-XIV în toate clasele sociale. Potrivit unei alte ipoteze numele Maliuc ar putea proveni dintr-o poreclă dată unui om mic de înălțime care locuia aici, tot de origine ucraineană.
În anul 1956 când s-a ținut consfătuirea care a reglementat dezvoltarea economică-științifică a Deltei Dunării, ostrovul Maliuc era mai mult o mlaștină în care creștea stuful din abundență. Se găsea doar o șuvița îngustă de nisip, scăldată de revărsarea apelor în timpul viiturilor. Ședințele s-au ținut într-o sala a cărei pereți erau confecționați din panouri din stufit, iar mesele la care s-au așezat specialiștii, erau de o lungime neobișnuită, încheiate din scânduri negeluite, abia acoperite cu modeste învelitori. Participanții au dormit în calele vapoarelor dormitor cu care veniseră. 
Ostrovul Maliuc avea terenul ca o fâșie de grind, cândva umblat doar de mistreți, a fost continuu înălțat și lărgit. S-a pompat deasupra lui apă cu mâl și nisip. O dragă scotea amestecul de mal și nisip de pe fundul brațului Sulina învecinat și-l arunca împreună cu apa pe ostrov, printr-un tub de grosimea unui om, revărsând 650 m³. Pe marginea ostrovului fusese construit un gard, dintr-o împletitură deasă de ramuri de salcie, care lasă apa să treacă înapoi în Dunăre, dar oprea mâlul și nisipul. Ca urmare ostrovul și-a schimbat aspectul geografic, transformându-se într-o insulă de vegetație bogată și umbroasă. Aici a fost fondat satul Maliuc devenită de la început, centrul dezvoltării și studierii științifice a stufului.” 
S-au făcut cercetări stuficole, piscicole și silvice, însă în anii 70 a fost oprită cercetarea din cauza rezultatelor modeste obținute în aclimatizarea stufului, iar satul nu s-a mai dezvoltat așa cum s-ar fi dorit inițial.

### Civilizația Taraschina
Cu toate că satul Maliuc este una foarte tânără, existența locuitorilor în acestă zonă a Deltei este foarte veche. Cercetările recente au descoperit existența unei civilizații în acestă zonă, cu mai mult de 4000 de ani înaintea lui Hristos. Noile descoperiri au aruncat în aer multe ipoteze ale genezei și evoluției Deltei Dunării. Zona în care au fost descoperite aceste vestigii antice este mai aproape de satul Mila 23, dar sunt situate pe raza satului Maliuc în punctul numit Taraschina. 
Descoperirile arheologice au demonstrat că așezările aparțin culturii Gumelnița, iar populația care locuia aici se ocupa cu agricultura și creșterea animalelor. Specialiștii care cercetează acest sit arheologic susțin ca „în stadiul actual al cercetărilor, putem afirma că nivelul Mării Negre a crescut rapid, începând cu 6500 a.Ch. (moment în care nivelul mării se situa la aproximativ 100 de metri în raport cu nivelul 0 de acum)”.  Această creștere bruscă a nivelului mării a provocat mari schimbări ale peisajului și a contribuit la formarea Deltei Dunării. 
Ipoteza existenței acestor așezări aici, a fost lansată pentru prima oară de cercetătorul Simion Gavrilă, care a și întreprins săpături arheologice, dar care din lipsă de finanțare au fost stopate în anul 1970. Săpăturile au fost reluate în anul 2008, când o echipă de cercetători româno-franceză, cu finanțare de la Ministerul Afacerilor Externe Franceze, au redeschis vechiul șantier arheologic. 
Acest sit, vechi de aproape 7000 de ani, constituie cea mai veche dovadă documentată a locuirii umane în zona mai sus amintită. Săpăturile arheologice și sondajele în adâncime indică existența unei succesiuni de niveluri de locuire ce formează o stratigrafie de aproape trei metri grosime. 
Un colectiv de arheologi români si francezi reuniti în Mision archéologique – Delta du Danube a demarat un serios și ambițios proiect de cercetare a siturilor arheologice preistorice din Delta Dunării și din sectorul inferior al Dunării de Jos. Cheia demersului acestui colectiv româno–francez este situl arheologic neolitic de la Taraschina. Deși acum este situat în inima teritoriului inundabil al deltei, în momentul existenței sale (4800–4580 a.Chr.) așezarea de la Taraschina se afla în apropierea unui fost braț al Dunării sau a unei vaste lagune, adică la interferența dintre un peisaj terestru și unul lagunar. Consecințele acestei descoperiri sunt importante pentru că au permis colectivului arheologic româno–francez să creioneze un scenariu al evoluției Deltei Dunării, în strânsă legătură cu fenomenul transgresiunii neolitice a Mării Negre. Momentul de început al formării actualei delte este în jur de anul 6000 a.Chr. și este corelat cu momentul încetării ridicării rapide a nivelului apelor pontice, ceea ce înseamna că, la acea vreme, delta era o mare lagună/un golf marin care înainta până în zona actualelor lacuri din sudul Basarabiei. Între anii 5600 a.Chr.și 5400 a.Chr., delta se transformă într-un complex fluvio-lacustru format prin combinarea unei lagune cu apă dulce cu un cap de golf marin. Dupa anul 4450 a.Chr., datorită apariției unui cordon de nisip, complexul lagunar cu apă dulce se extinde, iar dupa anul 4000 a. Chr. vechiul golf marin se transformă în deltă.

## Activitatea de cercetare

This was the scientific hotel made for workers, scientists, and it was the heart of the region in terms of supplies and food. Still works nowdays.

În anul 1953 a fost creată de către M.I.L.H.C., Stația Experimentală Stuf cu sediul în Maliuc, atașată de I.C.E.I.L. Cercetările au continuat până în anul 1955 când secțiile de stuf și hârtie au trecut sub conducerea Institutului de cercetări și experimentări pentru stuf și hârtie din cadrul Ministerului Industriei Chimice. În cadrul acestui minister s-au înființat trei unități separate cu activități convergente: Institutul de cercetări și proiectări pentru celuloză, fibre-stuf (I.P.C.F.S). care fundamenta principiile biologice și hidrologice pentru amenajarea zonelor stuficole spre a deveni recoltabile și stabilea tehnologii pentru recoltarea stufului. Totodată, el proiecta toate lucrările hidroameliorative, cât și lucrările de construcții necesare amenajărilor stuficole. Stația de experimentări de la Maliuc - S.E.S.D.D. făcea studii biologice și hidrologice ale stufului căutând să stabilească condițiile optime de exploatare a acestuia.
În direcția mecanizării, atelierul mecanic construit la Maliuc, ca și întreg Ostrovul Maliuc, ca zonă experimentală, creează condițiile optime ca Institutul, împreună cu cercetătorii stației să poată experimenta și îmbunătăți mașinile existente și să proiecteze mașini noi, în scopul trecerii lor în producție. Stația experimentală Maliuc a realizat o serie de cercetări, mai ales în ceea ce privește biologia stufului, natura și proprietățile fizicochimice ale solului, condițiile hidrologice, analizele chimice ale apei, cât și unele experimentări mecanice care au adus un sprijin efectiv acțiunilor de proiectare, întreprinse în timp. Aceste studii, care s-au făcut pentru prima oara în țara noastră, au servit ca bază pentru studiile oricărei regiuni stuficole din lume.

## Turismul
După terminarea etapei 1 de construcții, satul Maliuc a devenit un punct de interes turistic. Autoritățile promovau în acest fel localitatea și centrul de cercetări existent, considerată de autoritățile comuniste o localitate simbol a cercetării și nu lipsea din mass-media românească a acelor vremuri. 
Construcția hotelului Salcia administrat de Oficiul Județean de Turism a mărit considerabil numărul turiștilor care veneau în aceste locuri să se relaxeze și să viziteze frumusețile naturale din această parte a Deltei. Considerat un hotel de categoria a II-a, avea 52 de locuri în camera, numeroase locuri în casuțe și un restaurant de 80 de locuri.
O dată cu crearea parcului dendrologic unicat în județul Tulcea, de către Dr. Ziemiankowski, turiștii puteau admira numeroase plante și arbori exotici din toate colțurile lumii, ia toate traseele turistice pe canalul Sulina aveau oprire obligatorie la Maliuc.
Traseele erau bine stabilite de O.J.T., iar principalele rute în zona aceasta a deltei erau:
- Tulcea- Maliuc- Lacul Fortuna- Mila 23- Dunărea Veche-Tulcea

- Tulcea- Maliuc- Crișan- Dunărea Veche- Mila23- Lacul Fortuna- Maliuc- Tulcea

- Tulcea- Maliuc- Crișan- Tabăra B.T.T.Stipoc- Mila23- lacul Fortuna- Maliuc- Tulcea

- Tulcea- Maliuc- Orașul Sulina- Lacul Roșu- Lacul Puiu-Satul Caraorman- Crișan- Maliuc- Tulcea

Un atu important care avantajează localitatea Maliuc în ceea ce privește turismul este apropierea lui de lacul Fortuna. Numele lacului este foarte vechi și vine de la zeița romană a norocului
Fortuna. Sub această denumire îl găsim în hărți vechi încă din secolul XVII. “Fortuna prezintă aspecte naturale pitorești: un luciu de apă, uneori încrețit de vînt, maluri înrămate de vegetație,
precum și unele plăcute întâlniri cu lebăda mută (Cygnus olor), corcodelul gât roșu (Podic griseigend), lișița (Fulica atra), lăcarul de rogoz (Acrocephalus schoenbaenus) ș.a.”
În clădirea laboratorului exista o cameră muzeu dedicată Deltei Dunării pe care turiștii o puteau vizita. ”La Maliuc poate fi vizitat un interesant muzeu al deltei. Sunt prezentate sugestiv aspecte legate de valorificarea complexă a stufului. Se pot vedea aici machete de ambarcațiuni și mașini folosite la recoltarea stufului, o colecție a principalelor produse obținute din stuf.”

## Notă
1. ↑  Moțoc, Corneliu Ștefăniță (2016). Maliuc - Orașul Științei. p. 68-75.
2. ↑  Postolache Doina Lelia. „Revista Cuvânt Bun”.
3. ↑  Petrescu, Ioan (1975). Delta Dunării - aspecte-resurse. Scrisul Românesc Craiova. p. 295.
4. ↑  Gumelniţa este numele dat de arheologi unei culturi neolitice din a doua jumătate a mileniului V î.e.n. Aria de răspândire a culturii cuprinde Muntenia, Dobrogea precum şi Bugeacul. Spre sud ocupă majoritatea Bulgariei, atât la nord cât şi la sud de Balcani, ajungând până la Marea Egee în nordul Greciei.
5. ↑  Lorent Carozza, cercetător la laboratorul Geographie de l'Envi-ronnement din Toulouse, care coordonează acest proiect.
6. ↑  Moțoc, Corneliu Ștefăniță (2018). Identitate și continuitate românească în Delta Dunării. p. 11-12.
7. ↑  Panighiant, Eugen (1982). Ghidul Deltei Dunării. București. p. 67.
8. ↑  Panighiant, Eugen. Delta Dunării. Editura pentru turism, București. p. 52.